# Dorian Blues
Dorian Blues è un film del 2004 diretto da Tennyson Bardwell.

## Trama
Il liceale Dorian Lagatos scopre di essere gay e ricorre alla terapia e alla Chiesa per uscire da questa situazione. Quando si accorge che né il suo terapista né il suo confessore lo aiutano, Dorian ha il suo primo incontro intimo con un giovane gay locale. Nicky, il fratello di Dorian, cerca di coprirlo facendo credere che il fratello abbia passato una notte con una prostituta. Quando il padre scopre che Dorian è gay, lo caccia fuori di casa ed il ragazzo si trasferisce così a New York. Qui Dorian è libero di vivere con tranquillità la propria omosessualità.

## Premi e Nomination
| Anno | Manifestazione                                         | Premio                         | Categoria                      | Ricevente                                                                   | Risultato       |
| ---- | ------------------------------------------------------ | ------------------------------ | ------------------------------ | --------------------------------------------------------------------------- | --------------- |
| 2004 | Philadelphia International Gay & Lesbian Film Festival | Audience Award                 | Miglior film                   | Tennyson Bardwell                                                           | Vincitore/trice |
| 2004 | New York Lesbian and Gay Film Festival                 |                                | Miglior sceneggiatura          | Tennyson Bardwell                                                           | Vincitore/trice |
| 2004 | Long Island International Film Expo                    | Festival Prize                 | Miglior film                   | Portia Kamons, Frank D'Andrea, Mary-Beth Taylor e Tennyson Bardwell         | Vincitore/trice |
| 2004 | Lake Placid Film Festival                              | Audience Award                 | Miglior storia                 | Tennyson Bardwell                                                           | Vincitore/trice |
| 2004 | L.A. Outfest                                           | Audience Award                 | Outstanding First Feature Film | Tennyson Bardwell                                                           | Vincitore/trice |
| 2004 | Ft. Lauderdale International Film Festival             | Special Jury Award             | Gay/Lesbian                    | Tennyson Bardwell                                                           | Vincitore/trice |
| 2004 | Cinequest San Jose Film Festival                       | Director's Award               | Emerging Maverick              | Tennyson Bardwell                                                           | Vincitore/trice |
| 2004 | Cinequest San Jose Film Festival                       | Audience Favorite Choice Award | Feature Film                   | Tennyson Bardwell                                                           | Vincitore/trice |
| 2004 | Bahamas International Film Festival                    | Screenwriting Award            | Torchlight Best Screenplay     | Tennyson Bardwell                                                           | Vincitore/trice |
| 2005 | Torino International Gay & Lesbian Film Festival       | Audience Award                 | Miglior film                   | Tennyson Bardwell, Mary-Beth Taylor, Day Dreamer Films e Supergirlreally... | Vincitore/trice |
| 2005 | Phoenix Out Far! Lesbian and Gay Film Festival         | Audience Award                 | Miglior film                   | Tennyson Bardwell, Mary-Beth Taylor, Day Dreamer Films e Supergirlreally... | Vincitore/trice |
| 2005 | New Orleans Film Festival                              | Audience Award                 | Best Narrative Feature         | Tennyson Bardwell, Mary-Beth Taylor, Day Dreamer Films e Supergirlreally... | Vincitore/trice |
| 2005 | Copenhagen Gay & Lesbian Film Festival                 | Audience Award                 | Best Narrative Feature         | Tennyson Bardwell, Mary-Beth Taylor, Day Dreamer Films e Supergirlreally... | Vincitore/trice |